# Carl Banks
 Carl E. Banks  (* 29. August 1962 in Flint, Michigan) ist ein ehemaliger US-amerikanischer American-Football-Spieler auf der Position des Linebackers. Er spielte von 1984 bis 1995 für die New York Giants, die Washington Redskins und die Cleveland Browns in der National Football League (NFL). Mit den Giants gewann Banks zwei Mal den Super Bowl.

## College
Banks spielte College Football von 1980 bis 1983 an der Michigan State University. Hier wurde er drei Mal zu einem der besten Spieler der Big Ten Conference gewählt und in seinem letzten Jahr zum All-American.

## NFL
1984 wurde er als dritter Spieler in der ersten Runde des NFL Drafts von den New York Giants ausgewählt. Da das Team unter anderem mit den Hall-of-Fame-Spielern Lawrence Taylor und Harry Carson bereits über sehr gute Linebacker verfügte, dauerte es bis zur Saison 1986, bis der damalige Head Coach Bill Parcells, Banks dauerhaft in die Startformation berief. Nach der Saison gewann er mit den Giants den Super Bowl XXI und vier Jahre später den Super Bowl XXV. Er erzielte in dieser Zeit 627 Tackles und 36 Sacks. In der Saison 1987 wurde er in den Pro Bowl berufen.
1993 wechselte er zu den Washington Redskins. Im Anschluss spielte er von 1994 bis 1995 für die Cleveland Browns, bei denen er auch seine Karriere beendete.
Insgesamt erzielte Banks in seiner Laufbahn 826 Tackles, 39,5 Sacks und drei Interceptions, von denen er eine zum Touchdown zurücktragen konnte.
Für seine Leistungen wurde er in das NFL 1980s All-Decade Team gewählt.

## Nach der Profikarriere
Zusammen mit Harry Carson und weiteren ehemaligen NFL-Spielern besaß er Anteile an den New Jersey Red Dogs, einem Team der Arena Football League. 1997 arbeitete er unter Bill Parcells als Verantwortlicher für die Spielerentwicklung bei den New York Jets.
Momentan arbeitet er als NFL-Analyst für einen Radiosender.